# Dub v Křeslicích
Dub v Křeslicích je památný dub letní, který roste v pražské městské části Křeslice. 
Byl vyhlášen 16. července 2004. V roce 2005 byl zasažen bleskem, avšak strom stále žije a v roce 2009 byl jeho zdravotní stav uváděn jako velmi dobrý. Jeho stáří se odhaduje na 160 let.

## Parametry stromu v roce 2009
- Výška: 26 m
- Obvod kmene: 3,70 m
- Výška koruny: 21 m
- Šířka koruny: 17 m[1]

## Turismus
Okolo dubu vede turistická značená trasa  0013 ze Záběhlic přes Hostivař a Průhonice do Borku.